# Lista de prefeitos de Gaspar

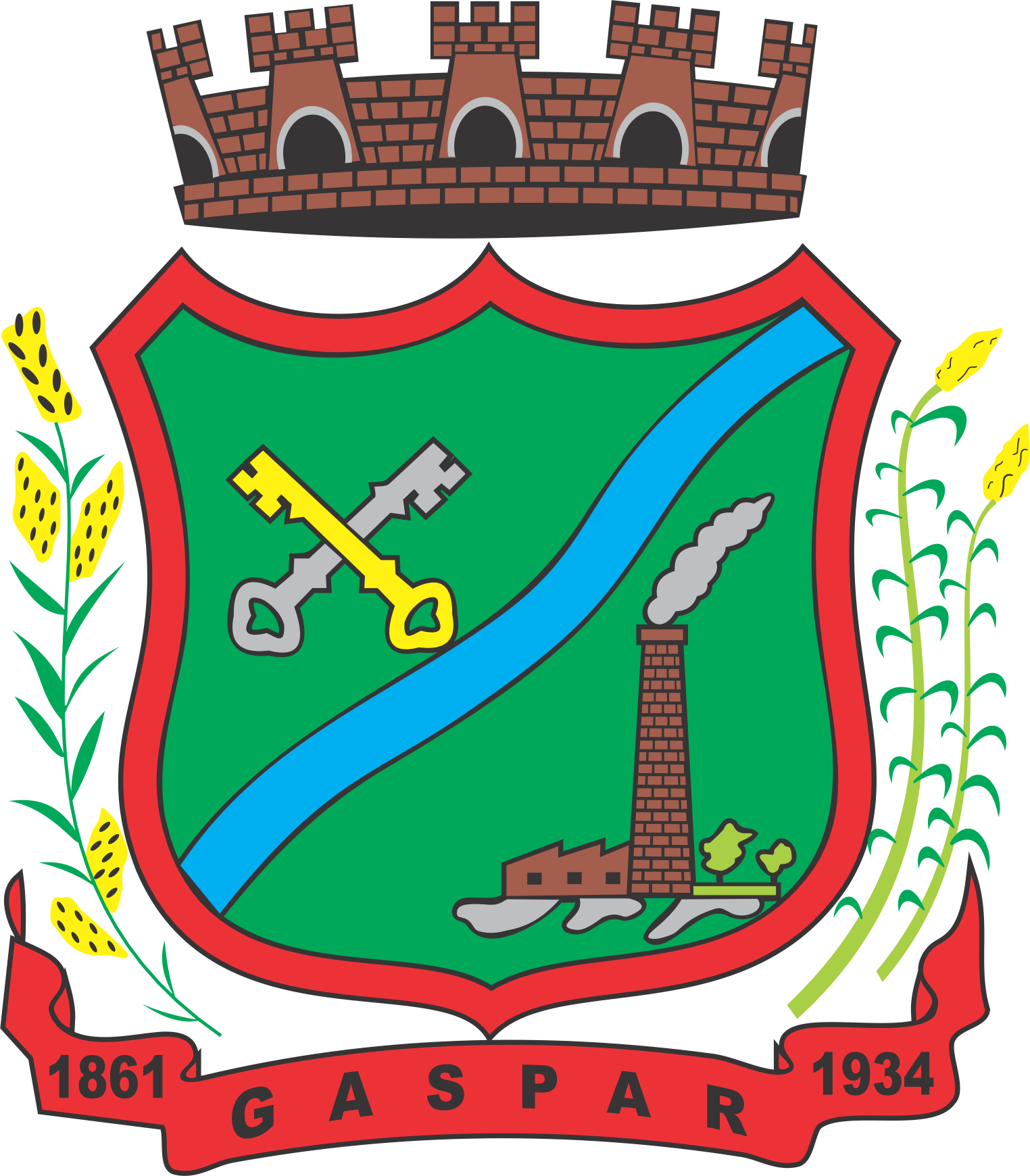
Brasão do município de Gaspar

Esta é a lista de prefeitos e vice-prefeitos do município de Gaspar, estado brasileiro de Santa Catarina.
| Nº | Prefeito                     | Partido   | Vice-prefeito                             | Início do mandato       | Fim do mandato         | Observações                                           |
| 1  | Leopoldo Schramm             | PLC       | —                                         | 18 de março de 1934     | 30 de janeiro de 1947  | Prefeito nomeado                                      |
| 2  | João dos Santos              | PSD       | —                                         | 31 de janeiro de 1947   | 30 de janeiro de 1951  | Prefeito eleito em sufrágio universal                 |
| 3  | Júlio Schramm                | UDN       | —                                         | 31 de janeiro de 1951   | 30 de janeiro de 1956  | Prefeito eleito em sufrágio universal                 |
| 4  | Dorval Rodolfo Pamplona      | UDN       | —                                         | 30 de janeiro de 1956   | 31 de janeiro de 1961  | Prefeito eleito em sufrágio universal                 |
| 5  | Pedro Krauss                 | PSD       | —                                         | 31 de janeiro de 1961   | 30 de janeiro de 1966  | Prefeito eleito em sufrágio universal                 |
| 6  | Evaristo Francisco Spengler  | UDN       | —                                         | 31 de janeiro de 1966   | 30 de janeiro de 1970  | Prefeito eleito em sufrágio universal                 |
| 7  | Paulo Wehmuth                | ARENA     | Valmor Beduschi (ARENA)                   | 31 de janeiro de 1970   | 30 de janeiro de 1973  | Prefeito e vice eleitos em sufrágio universal         |
| 8  | Osvaldo Schneider            | MDB       | Bernardo Leonardo Spengler (MDB)          | 31 de janeiro de 1973   | 31 de janeiro de 1977  | Prefeito e vice eleitos em sufrágio universal         |
| 9  | Luiz Fernando Poli           | MDB       | Dário Deschamps (MDB)                     | 1º de fevereiro de 1977 | 31 de janeiro de 1983  | Prefeito e vice eleitos em sufrágio universal         |
| 10 | Tarcísio Deschamps           | PDS       | Luiz Carlos Spengler (PDS)                | 1º de fevereiro de 1983 | 31 de dezembro de 1988 | Prefeito e vice eleitos em sufrágio universal         |
| 11 | Francisco Hostins            | PDC       | Mario Simientcoski (PDC)                  | 1º de janeiro de 1989   | 31 de dezembro de 1992 | Prefeito e vice eleitos em sufrágio universal         |
| 12 | Luis Fernando Poli           | PFL       | Evaristo Schramm (PFL)                    | 1º de janeiro de 1993   | 31 de dezembro de 1996 | Prefeito e vice eleitos em sufrágio universal         |
| 13 | Bernardo Leonardo Spengler   | PMDB      | Andreone Santos Cordeiro (PTB)            | 1º de janeiro de 1997   | 1999 (mandato cassado) | Prefeito e vice eleitos em sufrágio universal         |
| —  | Andreone dos Santos Cordeiro | PTB       | —                                         | setembro de 1999        | 31 de dezembro de 2000 | Vice assume o cargo                                   |
| 14 | Pedro Celso Zuchi            | PT        | Albertina Maria dos Santos Deschamps (PT) | 1º de janeiro de 2001   | 31 de dezembro de 2004 | Prefeito e vice eleitos em sufrágio universal         |
| 15 | Adilson Luis Schmitt         | PMDB      | Clarindo Francisco Fantoni (PP)           | 1º de janeiro de 2005   | 31 de dezembro de 2008 | Prefeito e vice eleitos em sufrágio universal         |
| 16 | Pedro Celso Zuchi            | PT        | Mariluci Deschamps Rosa (PT)              | 1º de janeiro de 2009   | 31 de dezembro de 2012 | Prefeito e vice eleitos em sufrágio universal         |
| 16 | Pedro Celso Zuchi            | PT        | Mariluci Deschamps Rosa (PT)              | 1º de janeiro de 2013   | 31 de dezembro de 2016 | Prefeito e vice reeleitos em sufrágio universal       |
| 17 | Kleber Wan-Dall              | PMDB /MDB | Luís Carlos Spengler Filho (PP)           | 1º de janeiro de 2017   | 31 de dezembro de 2020 | Prefeito e vice eleitos em sufrágio universal         |
| 17 | Kleber Wan-Dall              | PMDB /MDB | Marcelo de Souza Brick (PSD)              | 1º de janeiro de 2021   | 31 de dezembro de 2024 | Prefeito reeleito e vice eleito em sufrágio universal |
| 18 | Delegado Paulo Koerich       | PL        | Rodrigo Boeing Althoff (PL)               | 1° de janeiro de 2025   | Atualidade             | Prefeito e vice eleitos em sufrágio universal         |